# Tenuipalpus rosae
Tenuipalpus rosae är en spindeldjursart som beskrevs av Kadzhaja 1955. Tenuipalpus rosae ingår i släktet Tenuipalpus och familjen Tenuipalpidae. Inga underarter finns listade i Catalogue of Life.